# NGC 4003
NGC 4003 is een lensvormig sterrenstelsel in het sterrenbeeld Leeuw. Het hemelobject werd op 10 april 1785 ontdekt door de Duits-Britse astronoom William Herschel.

## Synoniemen
- UGC 6948
- MCG 4-28-105
- ZWG 127.115
- KCPG 312B
- PGC 37646